# Авария на ядерном объекте Токаймура
Авария на ядерном объекте Токаймура (яп. 東海村JCO臨界事故 То:кай-мура дзэ:-си:-о: ринкай дзико, «Авария с достижением критичности на объекте компании JCO в селе Токай») произошла 30 сентября 1999 года и повлекла за собой смерть двух человек. На тот момент это была наиболее серьёзная авария в Японии, связанная с мирным использованием ядерной энергии. Авария случилась на маленьком радиохимическом заводе компании JCO, подразделении Sumitomo Metal Mining, в посёлке Токай уезда Нака префектуры Ибараки.

## Предпосылки инцидента
Предприятие, на котором произошла авария, обычно занималось переработкой изотопно-обогащённого гексафторида урана в диоксид урана, из которого в дальнейшем изготавливалось топливо для некоторых коммерческих атомных электростанций Японии. Перерабатывавшийся уран имел степень обогащения по изотопу U-235 не выше 5 %. Однако иногда предприятие занималось переработкой урана гораздо более высокой степени обогащения — 18,8 %, для экспериментального реактора на быстрых нейтронах Дзёё, что влекло за собой необходимость более осторожного обращения с сырьём.
Инцидент произошёл в ходе процедуры очистки урана. Лицензированная японским Управлением науки и технологий процедура очистки заключалась в том, что порошкообразная закись-окись урана U3O8 должна была механически смешиваться с азотной кислотой в специальном резервуаре, после чего полученный в результате уранилнитрат поступает в буферную ёмкость, а оттуда — в 100-литровый отстойник (охлаждающийся специальной водяной рубашкой), где происходит его очистка с помощью аммиака и последующее извлечение. Процедура была разработана таким образом, чтобы предотвратить достижение критической массы, для чего, в частности, буферная ёмкость была сделана высокой и узкой (что практически исключало возникновение в ней самопроизвольной цепной реакции) и предполагался строгий контроль за количеством обрабатываемого сырья.
Однако за 3 года до аварии завод без согласования с Управлением науки и технологий самовольно изменил процедуру очистки. Теперь работники вручную смешивали закись-окись урана и азотную кислоту в 10-литровых вёдрах из нержавеющей стали, а не в предназначенном для этого резервуаре; полученную же смесь они добавляли не в буферную ёмкость, а непосредственно в достаточно широкий и объёмный отстойник. Всё это было сделано для ускорения и облегчения процесса.
Поскольку завод не принадлежал к ведущим предприятиям ядерного топливного цикла Японии, он не привлекал к себе особого внимания контролирующих организаций. Государственный инспектор посещал завод лишь 2 раза в год, причём это происходило только в периоды, когда завод простаивал.
Пока работа велась с низкообогащённым ураном для энергетических реакторов, никаких инцидентов не происходило. Но 30 сентября впервые за 3 года предприятие занялось переработкой урана для реактора Дзёё с сырьём, обогащённым до 18,8 %. Трое рабочих, которые занялись этим, не имели опыта работы с ураном столь высокой степени обогащения и слабо представляли себе процессы, происходящие в нём. В итоге они загрузили в отстойник 7 вёдер уранилнитрата — почти в 7 раз больше максимального количества, разрешённого инструкцией.

## Авария

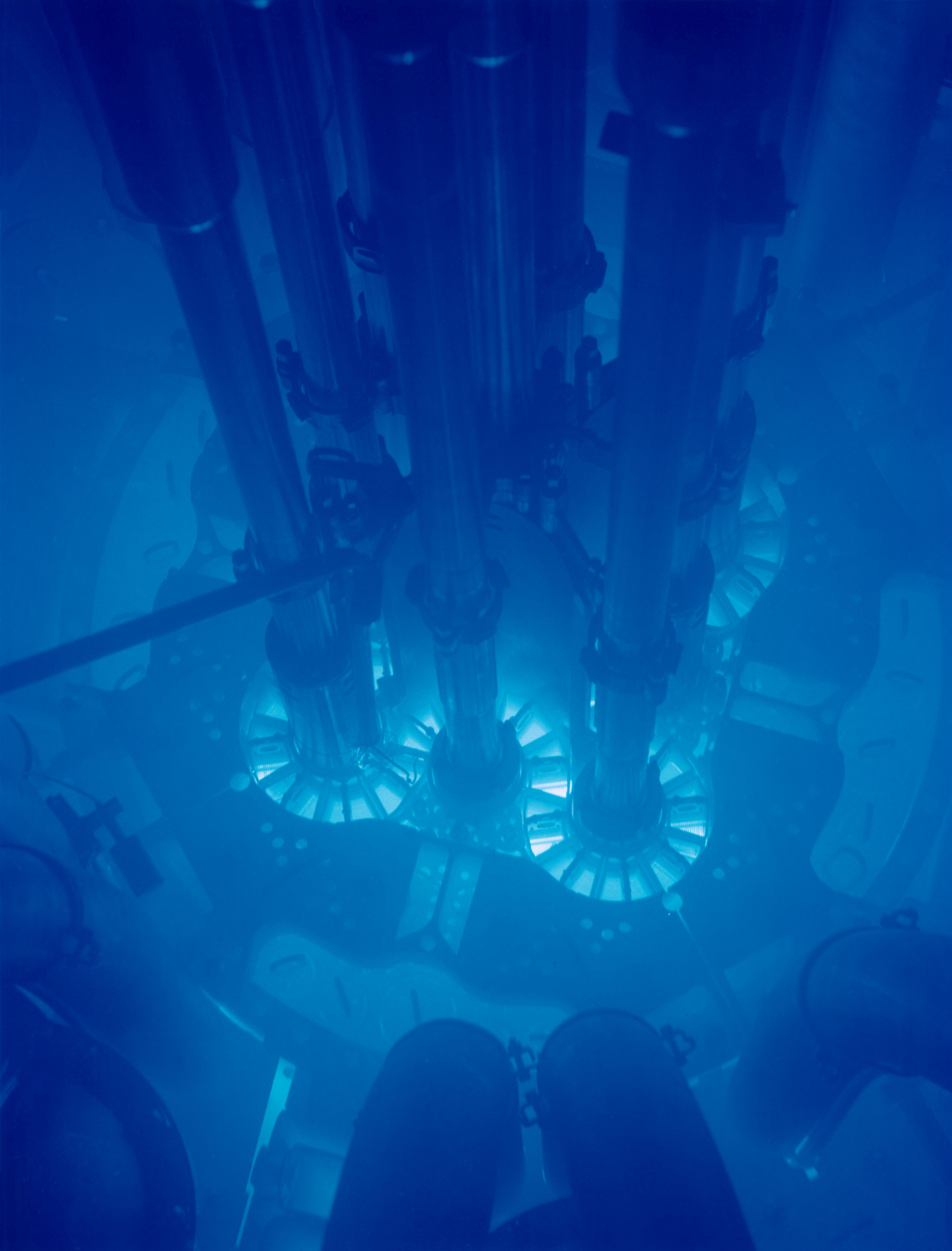
Черенковское излучение в ядерном реакторе

В результате действий рабочих в 10:45 в отстойнике оказалось около 40 литров смеси, содержащей примерно 16 кг урана. Хотя теоретическое значение критической массы чистого урана-235 составляет 45 кг, в растворе реальная критическая масса значительно ниже по сравнению с твёрдым топливом из-за того, что имеющаяся в растворе вода является замедлителем нейтронов; к тому же водяная рубашка вокруг отстойника сыграла роль отражателя нейтронов. В результате критическая масса была существенно превышена, и началась самоподдерживающаяся цепная реакция.
Рабочий, который добавлял седьмое ведро уранилнитрата в отстойник и частично свешивался над ним, увидел голубую вспышку черенковского излучения. Он и ещё один рабочий, находившийся поблизости от отстойника, сразу же испытали боль, тошноту, затруднение дыхания и другие симптомы; через несколько минут, уже в помещении для дезактивации, его вырвало, и он потерял сознание.
Взрыва не произошло, но следствием ядерной реакции было интенсивное гамма- и нейтронное излучение из отстойника, которое вызвало срабатывание сигнала тревоги, после чего начались действия по локализации аварии. В частности, был эвакуирован 161 человек из 39 жилых домов в радиусе 350 метров от предприятия (им было разрешено вернуться в свои дома через двое суток). Спустя 11 часов после начала аварии на одном из участков за пределами завода был зарегистрирован уровень гамма-излучения в 0,5 миллизивертов в час, что примерно в 1000 раз превышало естественный радиационный фон.
Цепная реакция продолжалась с перерывами в течение 20 часов, после чего прекратилась, потому что из окружающей отстойник охлаждающей рубашки слили воду, отражавшую нейтроны, а в сам отстойник добавили борную кислоту (бор является хорошим поглотителем нейтронов); в этой операции приняли участие 27 работников, которые также получили некоторую дозу облучения. Перерывы в цепной реакции были вызваны тем, что жидкость вскипала, количество воды становилось недостаточным для достижения критичности, и цепная реакция затухала. После охлаждения и конденсации воды реакция возобновлялась.
Нейтронное излучение прекратилось вместе с цепной реакцией, но какое-то время оставался опасным уровень остаточного гамма-излучения от продуктов деления в отстойнике, из-за чего пришлось устанавливать вре́менную защиту из мешков с песком и других материалов. Большинство летучих радиоактивных продуктов деления остались внутри помещений благодаря тому, что в здании поддерживалось более низкое давление, чем за его пределами, и они были позднее собраны с помощью высокоэффективных воздушных фильтров. Однако некоторая часть радиоактивных благородных газов и йода-131 всё же попала в атмосферу.

## Последствия
Трое рабочих (Хисаси Оути, Масато Синохара и Ютака Ёкокава), непосредственно работавших с раствором, сильно облучились, получив дозы: Оути — 17 зивертов, Синохара — 10 зивертов и Ёкокава — 3 зиверта (при том, что смертельной в 50 % случаев является доза порядка 3—5 зивертов). Оути и Синохара умерли спустя несколько месяцев. Оути получил серьёзные ожоги большей части тела, страдал от тяжёлого повреждения внутренних органов и имел почти нулевое количество лейкоцитов. Синохаре удачно были вживлены многочисленные кожные трансплантаты, но он в конечном счёте умер от инфекции из-за повреждения его иммунной системы. Радиационному облучению подверглись 667 человек: работники завода, пожарные, спасатели, местные жители; но они сильно не пострадали (за исключением вышеупомянутых троих рабочих), так как дозы облучения были незначительны — не более 50 миллизивертов.
Тепловую мощность цепной ядерной реакции в отстойнике впоследствии оценивали в диапазоне от 5 до 30 кВт. Данному инциденту был присвоен 4-й уровень по международной шкале ядерных событий (INES). Согласно выводам МАГАТЭ, причиной инцидента послужили «человеческая ошибка и серьёзное пренебрежение принципами безопасности».